# Carl Ludwig Blume

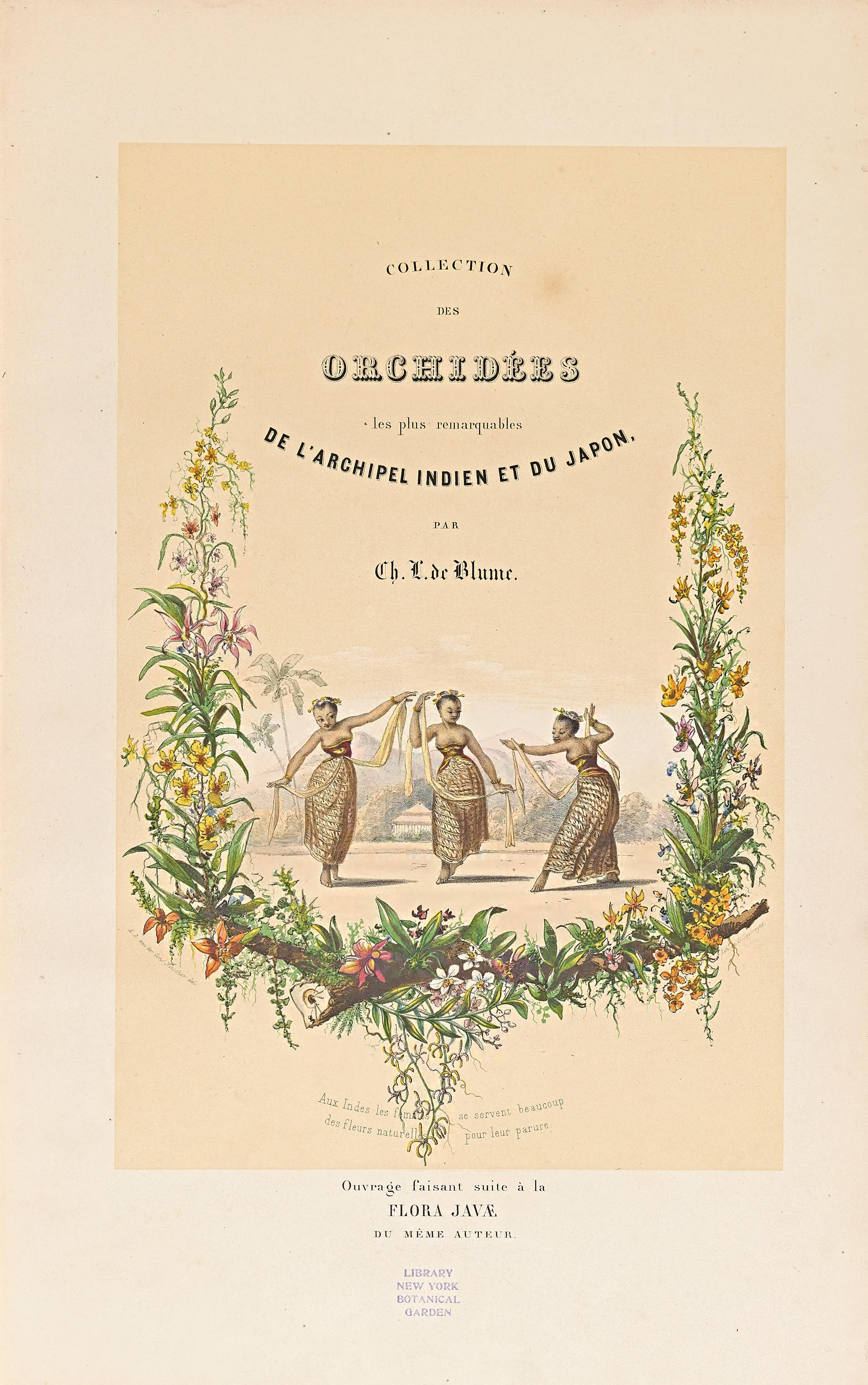
Titelblad till Collection des Orchidées les plus remarquables de l'archipel Indien et du Japon.

Carl Ludwig von Blume, född 9 juni 1796 i Braunschweig, död 3 februari 1862 i Leiden, var en tysk-nederländsk botaniker.
Han föddes i Tyskland, men bodde den största delen av sitt verksamma liv i Nederländerna, där han var intendent vid Rijksherbarium (riksherbarium) i Leiden. Hans namn har ibland påträffats på nederländska som Karel Lodewijk Blume, men den tyska stavningen är den vanligast förekommande i botaniska skrifter.
Den vetenskapliga tidskriften Blumea har fått sitt namn efter Blume. Han invaldes som utländsk ledamot av svenska Vetenskapsakademien 1855. Auktorsnamnet Blume kan användas för Carl Ludwig Blume i samband med ett vetenskapligt namn inom botaniken; se Wikipediaartiklar som länkar till auktorsnamnet.